# Mijaíl Gvózdev
Mijaíl Spiridónovich Gvózdev (del ruso: Михаил Спиридонович Гвоздев) (1700/04 - después de 1759), fue un militar y geodesta ruso, recordado por haber participado en 1732 como comandante de la expedición al norte de Alaska, cuando la costa alaskeña fue por primera situada por los rusos.
Después de la primera expedición a Kamchatka de Vitus Bering (1725-1730) siguieron los esfuerzos de exploración rusa en la región.
En 1732, junto con algunos de los participantes de esa primera expedición a Kamchatka, los navegantes Iván Fiódorov y K. Moshkov, Gvózdev navegó en el Sviatói Gavriil (San Gabriel) hasta el cabo Dezhnev, el punto más oriental de Asia. A partir de ahí, después de haberse reabastecido de agua el 5 de agosto, navegaron en dirección este y pronto se acercaron a la parte continental americana en el cabo Príncipe de Gales, en Alaska. Cartografiaron la costa noroeste de Alaska y dejaron un mapa de su ruta. De esta manera, Fiódorov y Gvózdev completaron el descubrimiento del estrecho de Bering, iniciado antes por Dezhniov  y Fedot Popov  y continuado por Bering.  La expedición también descubrió tres islas previamente desconocidas, las dos islas Diomedes y la isla San Lorenzo.
Posteriormente, en 1741-1742 Gvózdev participó en la expedición dirigida por Alekséi Shelting y cartografió la mayor parte de las costas occidentales y meridionales del mar de Ojotsk, al igual que la costa este de isla de Sajalín. Un cabo en esta isla honra con su nombre su memoria.